# Videocámara de disco duro
Una videocámara de disco duro es una cámara de vídeo que almacena vídeo y fotografías en un disco duro. La innovación que presentan estas videocámaras es su soporte de grabación que consiste en un disco duro de pequeñas dimensiones. Están basados en el formato de grabación MPEG y concretamente en el sistema utilizado para el DVD: MPEG-2. 
Éstas videocámaras están constituidas por un sistema operativo que controla la multitud de funciones que albergan las cámaras y gestiona los elementos almacenados en el disco, como el vídeo y las fotografías. El reducido tamaño del disco duro hace que estas videocámaras sean consideradas cámaras para uso doméstico, dirigiéndose a un amplio público. 

## Invención y desarrollo en JVC
En 2004 la marca JVC lanza al mercado las primeras videocámaras con disco duro. Sus primeros modelos fueron la GZ-MC100 y la GZ-MC200. Estos modelos llevaban incorporado un disco duro microdrive extraíble que permitía una grabación de hasta 4 horas. Más adelante, en 2005, la empresa se dio cuenta de las limitaciones de éstas y sacaron el modelo GZ-MC500 de mayor calidad con 3CCD y 5.000.000 de pÍxeles de resolución. Aun así, el mercado referente al uso doméstico no se veía satisfecho y desarrollaron un modelo que tuviera suficiente resolución para un vÍdeo doméstico y un gran almacenaje. Así nació en 2006 la Serie G que llegaba a equipar hasta 30 GB de disco duro con una resolución de 2.120.000 píxeles.

## Características generales

### Resoluciones

#### JVC
Las cámaras de JVC cuentan con una resolución de 720 × 576 líneas en entrelazado a 50 fps.
- Mínima resolución (en píxeles brutos): 800.000
- Máxima resolución (en píxeles brutos): 2.120.000

Utilizan modos de grabación de vídeo (con ratio de bit variable) que se mueven entre los 1'5 Mbs en la calidad más baja hasta los 8'5 Mbs en la calidad más alta

#### Sony
Sony DCR-SR90E
- resolución (en píxeles brutos): 3.310.000

### Capacidad de grabación y tiempos

#### JVC
Actualmente existen los modelos de la serie GZ-MC con discos duros extraíbles microdrive de 4 GB consiguiendo un tiempo de grabación de 60 minutos. La Serie G aumenta la capacidad del disco duro a 30 GB consiguiendo unos tiempos de grabación próximos a las 37 horas.

#### Sony
Sony cuenta con su único modelo DCR-SR90E de 30 GB de capacidad que permite las 21 horas de grabación.